# Friedrich Julius Stahl
Friedrich Julius Stahl, född 16 januari 1802 i München, död 11 augusti 1861, var en tysk rättsfilosof och konservativ politiker.

## Biografi
Friedrich Julius Stahl var av judisk släkt men övergick 1819 till evangeliska läran. Han blev docent i München 1827 samt professor i rättsfilosofi, politik och pandekterna 1832 i Würzburg, 1835 i Erlangen och 1840 i Berlin.
På Tysklands politiska utveckling under 1800-talet utövade Stahl som universitetslärare och författare och som praktisk politiker ett inflytande, som lär ha blivit mer uppmärksammat först tiden efter hans bortgång. I sitt huvudarbete, Philosophie des Rechts (2 band, 1830-37, 5:e upplagan 1878), uppbygger han med utgångspunkt företrädesvis hos Friedrich von Schelling och den historiska rättsskolan ett eget rättsfilosofiskt system av politisk-konservativ och ortodoxt kristen karaktär.
Dess grundtanke är att ge den historiska rättsåskådningen filosofisk grundval i en teistisk världsförklaring: endast genom att betrakta världshistorien som en fri skapelse av en personlig Gud vunnes en tillfredsställande motivering för historiska skolans lära om historiens och de historiska institutens värde. Denna tes utvecklas under polemik dels mot naturrättsfilosofien och dess arvtagare, liberalismen, dels mot Hegel, av vilken Stahl själv lärt åtskilligt, men vars logiska schematism han ansåg införa ett rationalistiskt moment i den historisk åskådningen och därigenom förvanska denna.
I praktiskt hänseende ger han sin lära i allmänhet en utpräglat konservativ tillämpning, men var i författningsfrågan icke reaktionär, utan hävdade ett konstitutionellt program med front såväl mot det feodal-absolutistiska lägret och dess lärofader von Haller som mot liberalismens folksuveränitetsidéer och parlamentariska program - sålunda med hänsyn till det aktuella läget ursprungligt ett slags centerståndpunkt.
Som medlem av bayerska deputeradekammaren 1837 förfäktade han energiskt riksdagens budgetsrättsliga befogenheter emot regeringen, vilket ådrog honom bestraffningsåtgärd från den senares sida. Sedermera föll tyngdpunkten av hans politiska verksamhet på fronten mot vänster. Under revolutionsåren 1848-1849 kämpade han i tidningsartiklar och broschyrer (bland annat Die Revolution und die konstitutionelle Monarchie, 1848) energiskt framför allt mot parlamentarismen, som nu även på moderat håll av många ansågs som kungadömets enda räddning, samt bidrog kraftigt att upprätthålla tron på den oparlamentariska konstitutionalismen, då denna av de flesta var uppgiven som hopplös.
Vid revisionen av 1848 års oktrojerade preussiska författning 1849 och 1850 arbetade han som medlem av Preussens första kammare med framgång på att i författningen inlägga garantier för kungadömets självständighet och styrka samt i allmänhet att utforma författningen i monarkisk-konservativ riktning. Som ledare av denna kammares konservativa majoritet 1850-1861 fullföljde han samma verk, medan han å andra sidan med skärpa uppträdde mot reaktionära försök att avskaffa författningen samt omsider lyckades vinna det konservativa partiets största del över från den Hallersk-reaktionära doktrinen till sitt eget konstitutionella program.
Stahl kan därigenom i viss mån betecknas som den moderna tyska konservatismens grundläggare, och hans idéer ha haft ett påvisbart starkt inflytande på Bismarck. På samma gång har Stahl genom sitt kraftiga uppträdande på en för Tysklands moderna författningsutveckling kritisk punkt verksamt bidragit till att från Tysklands statsliv utestänga parlamentarismen och att utbilda den egenartade oparlamentariska konstitutionalism, vari den tyska författningsutvecklingen under 1800-talet utmynnat. Bismarcks verk har sin förutsättning däri, att det preussiska kungadömet räddades oskatt över revolutionsårens (1848) stormar, och härtill medverkade inte minst Stahl.